# Coccidae
Os Coccidae (coccídeos)  são uma família de insetos pertencentes à superfamília Coccoidea. São em geral conhecidos por cochonilhas, cochinilhas, escamas, lapinhas, piolhos-de-plantas ou piolhos-dos-vegetais. As fêmeas são achatadas com corpos ovais e um tegumento liso, por vezes coberto com uma cera. Em alguns dos géneros as fêmeas possuem pernas, mas outras são desprovidas de pernas e as antenas podem ser encurtadas ou ausentes. Os machos podem ser alados ou ápteros.

## Géneros
- Antecerococcus
- Aspidiotus
- Ceroplastes
- Coccus Linnaeus, 1758
- Eucalymnatus Cockerell, 1901
- Eulecanium
- Kilifia De Lotto, 1965
- Lecanium
- Metaceronema
- Milviscutulus
- Paralecanium
- Parasaissetia
- Parthenolecanium
- Phenacoccus Cockerell, 1902
- Protopulvinaria
- Pulvinaria Targioni-tozzetti, 1867
- Saissetia Deplanche, 1858